# Exetastes
Exetastes är ett släkte av steklar som beskrevs av Johann Ludwig Christian Gravenhorst 1829. Exetastes ingår i familjen brokparasitsteklar.

## Dottertaxa tillExetastes, i alfabetisk ordning[1][2]
- Exetastes abdominalis
- Exetastes adpressorius
- Exetastes adustus
- Exetastes aethiops
- Exetastes affinis
- Exetastes albicoxa
- Exetastes albiger
- Exetastes albitarsis
- Exetastes albomaculatus
- Exetastes alexejevi
- Exetastes allopus
- Exetastes alpius
- Exetastes alticola
- Exetastes amancoi
- Exetastes angustithorax
- Exetastes angustoralis
- Exetastes annulator
- Exetastes atlanticus
- Exetastes atrator
- Exetastes bifenestratus
- Exetastes bilineatus
- Exetastes bimaculatus
- Exetastes bioculatus
- Exetastes bituminosus
- Exetastes brevicornis
- Exetastes buccatus
- Exetastes caeruleus
- Exetastes caliginosus
- Exetastes callipterus
- Exetastes calobatus
- Exetastes carinatifrons
- Exetastes carinatus
- Exetastes comatus
- Exetastes confidens
- Exetastes costaricensis
- Exetastes crassivena
- Exetastes crassus
- Exetastes curvator
- Exetastes cushmani
- Exetastes cyaneus
- Exetastes degener
- Exetastes demerus
- Exetastes desertus
- Exetastes deuteromaurus
- Exetastes diakonovi
- Exetastes dichrous
- Exetastes discretus
- Exetastes eithus
- Exetastes engelhardti
- Exetastes fasciatus
- Exetastes fascipennis
- Exetastes femorator
- Exetastes flavofasciatus
- Exetastes flavus
- Exetastes fornicator
- Exetastes fukuchiyamanus
- Exetastes geniculosus
- Exetastes georginae
- Exetastes gracilicornis
- Exetastes gussakovskii
- Exetastes hamatus
- Exetastes hastatus
- Exetastes holomelaenus
- Exetastes hungaricus
- Exetastes ichneumoniformis
- Exetastes igneipennis
- Exetastes illinoiensis
- Exetastes illusor
- Exetastes illyricus
- Exetastes inquisitor
- Exetastes inveteratus
- Exetastes ishikawensis
- Exetastes kenagai
- Exetastes komarovi
- Exetastes kotenkoi
- Exetastes kravitus
- Exetastes laevigator
- Exetastes larinus
- Exetastes lasius
- Exetastes longipes
- Exetastes lorinus
- Exetastes lucifer
- Exetastes luteofacies
- Exetastes madecassus
- Exetastes majevskajae
- Exetastes manchuricus
- Exetastes maurus
- Exetastes mexicanus
- Exetastes moczari
- Exetastes mongoliensis
- Exetastes navetus
- Exetastes nematura
- Exetastes niblus
- Exetastes nigellus
- Exetastes nigripes
- Exetastes nigritibialis
- Exetastes nitidus
- Exetastes notatus
- Exetastes obscurus
- Exetastes ocellaris
- Exetastes ocellatus
- Exetastes ometus
- Exetastes ornatus
- Exetastes pallidus
- Exetastes paradoxus
- Exetastes pasculus
- Exetastes paucidens
- Exetastes pectinatus
- Exetastes peronatus
- Exetastes pictus
- Exetastes pillosus
- Exetastes pilosus
- Exetastes pivai
- Exetastes postornatus
- Exetastes pratensis
- Exetastes propinquus
- Exetastes purpureus
- Exetastes quarus
- Exetastes rempeli
- Exetastes rhampha
- Exetastes ridens
- Exetastes robustus
- Exetastes rubrinotum
- Exetastes rufifemur
- Exetastes rufiventris
- Exetastes sapporensis
- Exetastes scabriceps
- Exetastes schuttei
- Exetastes scutellaris
- Exetastes segmentarius
- Exetastes septum
- Exetastes songicus
- Exetastes suaveolens
- Exetastes syriacus
- Exetastes taiwanensis
- Exetastes tarsalis
- Exetastes telengai
- Exetastes tibialis
- Exetastes tisiphone
- Exetastes tobiasi
- Exetastes tomentosus
- Exetastes tricolor
- Exetastes tuberculus
- Exetastes vacillans
- Exetastes violaceipennis
- Exetastes vittatipes
- Exetastes zelotypus
- Exetastes ziegleri